# Gevlekte vezelkop
De gevlekte vezelkop (Inosperma maculatum) is een schimmel behorend tot de familie Inocybaceae. Hij leeft op de grond bij loofbomen, voornamelijk eik (Quercus) en Fagus, ook berk (Betula) en linde (Tilia). Hij komt voor langs lanen, in parken, soms ook in bossen op voedselrijke klei, leem of zand.

## Kenmerken

### Uiterlijke kenmerken
Hoed
Inosperma maculatum heeft een conische of klokvormige hoed met een diameter tot 8 cm. Naarmate de paddenstoelen ouder worden, wordt de hoed platter en wordt de brede umbo prominenter. Het midden van de hoed heeft hij witte resten van de sluier, vooral bij jongere exemplaren. De hoed is bedekt met vezels die zich uitstrekken van het midden van de hoed tot aan de rand (die meestal gespleten is). De hoed is typisch kastanjebruin van kleur, hoewel hij naar de rand toe bleker is. Naast kastanje wordt het hoedoppervlak beschreven als "wegedoornbruin", "snuifbruin", "geelbruine olijf" en "Saccardo's omber". Het is bekend dat zowel de hoedkleur als de aanwezigheid van sluierresten zeer variabel zijn. Qua uiterlijk  heeft Inosperma maculatum f. fulvum een lichtere kleur van de hoed (meestal meer geel tot roodbruin) en minder (of zelfs geen) overblijfselen van de sluier op de hoed. 
Lamellen
De lamellen zijn over de gehele breedte aan de steel bevestigd. De lamellen zijn overvol, met witte randen die fijn getand zijn. Jongere paddenstoelen hebben lamellen die grijsachtig wit zijn en uiteindelijk uitgroeien tot een olijfbruine kleur. 
Steel
De steel is tot 8 cm lang en over het algemeen cilindrisch van vorm, hoewel hij vaak dikker is naar de basis toe. Terwijl de steel aanvankelijk stevig is, wordt deze later hol. Vaak zit er een klein bolletje aan de basis van de steel. De steel is crèmekleurig en wordt met de jaren geleidelijk bruiner. De basis is soms wit en poederachtig. 
Vlees
Het vruchtvlees is wit.

### Microscopische kenmerken
Inosperma maculatum heeft dunwandige cheilocystidia, die knotsvormig (knotsvormig) zijn, geen korstvorming aan de top hebben en kleurloos zijn. De basidia zijn ook knotsvormig en kunnen twee-, drie- of viersporig zijn, en meten 15 tot 30 bij 5 tot 9 μm. De sterigmata zijn 4 tot 5 μm lang. Hij mist pleurocystidia. De soort laat een bruine sporenprint achter. De sporen zelf zijn glad en boonvormig; ze hebben een geelbruine tot roestbruine kleur en zijn 9 tot 11 μm bij 4,5 tot 5,5 μm groot. De hyfen kunnen gespen hebben, maar kunnen deze ook ontbreken.

## Vergelijkbare soorten
Inosperma maculatum is vergelijkbaar met de variabele Inocybe lacera, de zandpadvezelkop, maar kan worden onderscheiden door de donkerdere kleur van de hoed en de witte overblijfselen van de sluier in het midden van de hoed. De soort lijkt qua uiterlijk ook op Inocybe lanatodisca, maar kan gemakkelijk worden onderscheiden door de geur (I. lanatodisca heeft een karakteristieke zoete, groene maïsgeur) en de kleur van de hoed (I. lanatodisca heeft een volle hoed). Het is nauw verwant aan Inocybe fastigiata, maar kan weer op kleur worden onderscheiden; I. fastigiata heeft lichter gekleurde fibrillen.

## Ecologie
Inosperma maculatum is een ectomycorrhiza-soort, met een breed ecologisch bereik. Het wordt aangetroffen van laaggelegen loofbossen tot arctisch-alpiene gebieden. Het groeit meestal op de grond in loofbossen (of gemengde) bossen, met een voorkeur voor beuken. Het groeit het beste op kalkrijke grond, tussen bladafval. In Noord-Amerika geeft hij de voorkeur aan zandgrond, klei of mos. Het wordt ook aangetroffen op paden. Naast beuken groeit de soort ook samen met haagbeuk, hazelaar, eik en linde. Inocybe maculata f. fulva is voorstander van berken, sparren, dennen, populier en wilg (evenals Dryas en Polygonum in alpiene streken). Paddenstoelen groeien individueel of in verspreide groepen. Hoewel wijdverspreid in de gebieden waar hij voorkomt, is het geen algemene soort. Het wordt gevonden van West-Europa tot Oost-Azië; en in Noord-Amerika, vanwaar het voor het eerst werd verzameld in de jaren zestig. Inocybe maculata f. fulva werd voor het eerst geïdentificeerd in Frankrijk en is sindsdien elders in Europa gevonden.

## Giftigheid
Het vruchtvlees heeft een milde smaak en een sterke, scherpe, fruitige geur. De paddenstoel is giftig en bevat muscarineverbindingen. Consumptie van de paddenstoel kan leiden tot een aantal fysiologische effecten, waaronder: speekselvloed, tranenvloed, urineren, ontlasting, maag-darmproblemen en braken (braken). Andere mogelijke effecten zijn onder meer een daling van de bloeddruk, zweten en overlijden als gevolg van ademhalingsproblemen.

## Taxonomie
De soort kreeg zijn soortnaam, "maculata" (van het Latijnse woord voor "gevlekt"), door Jean-Louis Émile Boudier in 1885 in een artikel in het Bulletin de la Société Botanique de France. Binnen het geslacht Inocybe werd het geplaatst in het ondergeslacht Inosperma en de sectie Rimosae. Fylogenetische analyse heeft echter aangetoond dat sectie Rimosae, zoals voorheen gedefinieerd, geen monofyletische groep vormt (dat wil zeggen afstamt van een enkele exclusieve voorouder), en dat voormalige Rimosae-soorten beter kunnen worden gegroepeerd in twee clades, Maculata en Rimosae. Andere soorten die zich bij I. maculata voegen in de Maculata-clade zijn onder meer I. cookei, I. quietiodor, I. rhodiola, I. adaequata en I. erubescens. Uit een multigene fylogenetische studie uit 2019 door Matheny en collega's bleek dat I. maculata en zijn verwanten in het ondergeslacht Inosperma slechts in de verte verwant waren aan de andere leden van het geslacht Inocybe. Inosperma werd verheven tot genus en de soort werd Inosperma maculatum.
Er is enige discussie geweest over de status ervan als een enkele soort; vanwege de grote geografische en morfologische variatie van de soort hebben sommige auteurs meerdere soorten en variëteiten voorgesteld. Als reactie hierop heeft mycoloog Thom Kuyper ruim dertig specifieke namen en variëteiten op een rij gezet als synoniemen van Inocybe lacera, die nog steeds algemeen wordt erkend. Er is ook gesuggereerd dat Inocybe lanatodisca een synoniem is, maar waar de soorten samen voorkomen, kunnen ze van elkaar worden onderscheiden, en dus wordt de soort nog steeds als verschillend erkend. De vorm I. maculata f. fulva werd in 1991 genoemd en beschreven door Marcel Bon in Frankrijk.

## Foto's

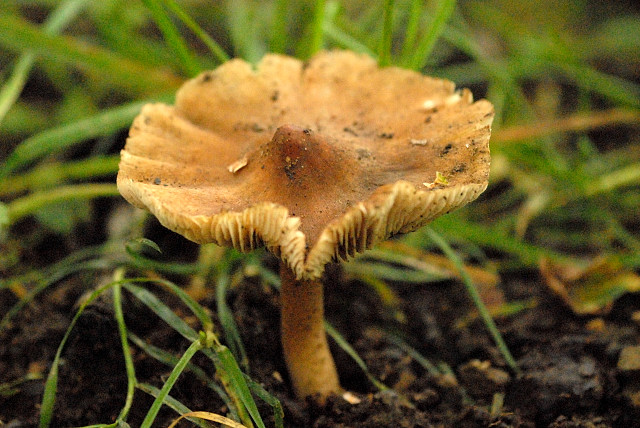
Hoedoppervlak
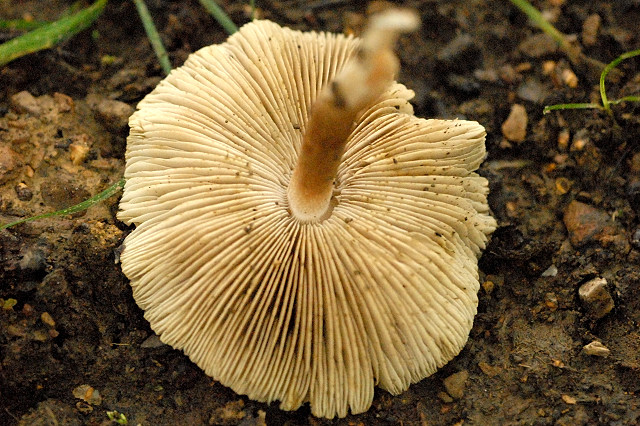
Lamellen